# Паскаль Діон
Паскаль Діон (фр. Pascal Dion) — канадський шорт-трековик, спеціаліст з бігу на короткій доріжці, олімпійський  медаліст, призер чемпіонатів світу. 
Бронзову олімпійську медаль Діон виборов на Пхьончханській олімпіаді 2018 року  разом із товаришами з канадської команди в естафеті на 5000 м. 

## Олімпійські ігри
| Рік  | Місто                     | 500 метрів | 1000 метрів | 1500 метрів | Е | ЗЕ  |
| ---- | ------------------------- | ---------- | ----------- | ----------- | - | --- |
| 2018 | Пхьончхан, Південна Корея | —          | —           | 10          | 3 | Н/Д |
| 2022 | Пекін, Китай              | —          | 12          | 18          | 1 | 6   |

## Зовнішні посилання
- Досьє на сайті Міжнародного союзу ковзанярів

## Виноски
1. 1 2 3  https://www.shorttrack.swisstiming.com/Entries.aspx?evt=11213100000124
2. 1 2  https://www.olympedia.org/athletes/136930
3. ↑  https://isu.org/docman-documents-links/isu-files/event-documents/short-track-2/2023-24-4/world-cups-26/announcements-156/32192-isu-world-cup-short-track-speed-skating-montreal-18-10-2023-entries/file
4. ↑  https://shorttrackonline.info/athletes.php?country=FRA
5. ↑  Men's 5000 metre relay results. Архів оригіналу за 16 грудня 2019. Процитовано 30 квітня 2018.